# كريستيان غوتفريد فون دانيال نيس إيزنبيك
كريستيان غوتفرايد فون دانيال نيس إيزنبيك (1776-1858) (بالإنجليزية: Christian Gottfried Daniel Nees von Esenbeck)‏ هو عالم نبات وطبيب وعالم الحيوان وفيلسوف طبيعي ألماني.